# 211
Năm 211 là một năm trong lịch Julius.

## Sự kiện
- Năm diễn ra trận Đồng Quan giữa quân Tây Lương do Mã Siêu cầm đầu chống lại quân triều đình nhà Hán do Tào Tháo chỉ huy[1][2]

## Sinh
- Tư Mã Chiêu

## Mất
- Thành Nghi, tướng Tây Lương, cùng Mã Siêu khởi binh tham gia trận Đồng Quan
- Lý Kham, tướng Tây Lương, cùng Mã Siêu khởi binh tham gia trận Đồng Quan